# 1999: The New Master
1999: The New Master is een ep van de Amerikaanse muzikant Prince die in 1999 werd uitgebracht.

## Algemeen
Deze ep bevat nieuwe versies van 1999 en een spoken words-nummer van Rosario Dawson.

## Nummers
| Nr. | Titel                                  | Duur |
| --- | -------------------------------------- | ---- |
| 1.  | 1999 (The New Master)                  | 7:09 |
| 2.  | Rosario (1999)                         | 1:19 |
| 3.  | 1999 (The Inevitable Mix)              | 5:46 |
| 4.  | 1999 (Keep Steppin')                   | 4:33 |
| 5.  | 1999 (Rosie & Doug E. In a Deep House) | 6:23 |
| 6.  | 1999 (The New Master: Single Edit)     | 4:30 |
| 7.  | 1999 (a capella)                       | 5:11 |